# Луна 2
Луна 2 је други руски свемирски брод из серије Луна, који је био лансиран на Месец. Био је и први свемирски брод који је пристао на Месецу. На Месечево тло је ударио у Море ведрине, Mare Serenitatis, недалеко од Архимедовог кратера. Луна 2 је сличног облика као претходник Луна 1, опремљена је била и са Гајгеровим бројачем, магнетометром, детектором Черенкова. Луна 2 није имала властит погон.

## Значај мисије
Мисија модула Луна 2 је била значајна по откривању соларног ветра. Честице тог ветра су детектиране уз помоћ детектора честица јонизујућег зрачења, које је направио Константин Грингауз. Током мисије открило се да Месец нема магнетско поље као Земља.